# 富尔顿 (南达科他州)
富尔顿（英語：Fulton），是美国南达科他州下属的一座城市。根据2010年美国人口普查，该市有人口93人。论人口在本州排行第237。